# Luigi Guanella
Luigi Guanella (Fraciscio di Campodolcino, 19 dicembre 1842 – Como, 24 ottobre 1915) è stato un presbitero italiano, fondatore delle congregazioni cattoliche dei Servi della Carità e delle Figlie di Santa Maria della Divina Provvidenza: è stato proclamato santo da papa Benedetto XVI nel 2011.

## Biografia
Figlio di Lorenzo e di Maria Bianchi, era il nono di tredici fratelli. A partire dall'età di dodici anni, studiò dapprima nel Pontificio Collegio Gallio di Como e poi nel seminario diocesano di Sant'Abbondio a Como. Ebbe tra i suoi compagni di studi san Giovanni Battista Scalabrini che sarà poi vescovo nella diocesi di Piacenza poi beatificato da papa Giovanni Paolo II e canonizzato da papa Francesco.
Ricevette l'ordinazione sacerdotale il 26 maggio 1866 dal vescovo di Foggia, Bernardino Frascolla, che allora alloggiava forzatamente presso il seminario di Como dopo esser stato precedentemente incarcerato nella prigione della stessa città.
Svolse il suo ministero prima a Prosto, in Valchiavenna, nel 1866, poi a Savogno, dal 1867 al 1875. In tale periodo conobbe san Giovanni Bosco e la sua opera, la Pia Società Salesiana, restando poi da lui per un triennio, dal 1875 al 1878. Richiamato nella diocesi natia dal vescovo Carsana, fu parroco in Valtellina, a Traona, dal 1878 al 1881, poi per alcuni mesi a Olmo (frazione di San Giacomo Filippo), e infine a Pianello del Lario, dal 1881 al 1890.
A Pianello rilevò l'ospizio fondato dal suo predecessore, don Carlo Coppini, gestito da alcune suore, tra le quali Marcellina Bosatta e la sorella Chiara, in seguito dichiarata beata. Guanella riorganizzò e diede nuovo impulso allo sviluppo della comunità, che prese il nome di Figlie di Santa Maria della Divina Provvidenza, riunite dal 1886 nella "Casa della Divina Provvidenza". Questa si sviluppò rapidamente e al ramo femminile si affiancò quello maschile, che prese il nome di Congregazione dei Servi della carità, sostenuta anche dal futuro beato Andrea Carlo Ferrari. L'opera si estese nelle province di Milano (1891), Pavia, Sondrio, Rovigo, Roma (1903), Cosenza e anche all'estero, in Svizzera e negli Stati Uniti d'America (1912).
Il 27 settembre 1915 fu colpito da paralisi nella Casa Madre di Como. Due giorni dopo ricevette la visita del futuro santo Luigi Orione. Il 4 ottobre ricevette la benedizione apostolica da parte del papa Benedetto XV. Morì il 24 ottobre 1915. Il solenne funerale, con grande partecipazione di gente, si tenne il 28 ottobre nella cattedrale di Como, celebrante il futuro beato Andrea Carlo Ferrari. Il corpo è custodito nel santuario del Sacro Cuore di Como.
Le attività guanelliane sono rivolte al sostegno dei più abbandonati, di "coloro che sono poveri nell'ingegno o nella salute o nelle sostanze", sia giovani che anziani. Nel 2011 il cardinale Angelo Amato, prefetto della Congregazione per le Cause dei Santi, dichiarò che «don Guanella è da annoverare tra i “santi sociali”», per le sue attività caritative.

## Don Luigi Guanella e i papi
La vita ecclesiastica di don Guanella si svolse durante il papato di cinque pontefici: Gregorio XVI, Pio IX, Leone XIII, Pio X e Benedetto XV.
Nel 1872, nel suo libro Saggio di ammonimenti famigliari, ebbe parole di appassionata difesa in favore del papa Pio IX. Qualche anno dopo, nel 1876, fece pervenire, tramite don Bosco, una lettera a Pio IX, il quale lo ricambiò con una risposta autografa.
Ebbe occasione di incontrare più volte Leone XIII a Roma, nel 1888 e nel 1893. Le encicliche del papa della Rerum Novarum lo stimolavano all'azione, in relazione a tematiche diverse, sociali e religiose: per esempio, il 17 settembre 1882, in occasione del settimo centenario della nascita di san Francesco d'Assisi, Leone XIII pubblicò l'enciclica Auspicato Concessum, e don Guanella divulgò il testo pontificio accompagnandolo con l'opuscolo Il terz'ordine di San Francesco e l'enciclica del Pontefice Leone XIII. Analogamente, in occasione della pubblicazione dell'enciclica Quamquam Pluries, scrisse sul Rosario l'opuscolo Mezz'ora di buona preghiera. In ossequio alla veneratissima Enciclica del Santo Padre Leone XIII - 15 agosto 1889. Il 25 maggio 1899 Leone XIII pubblicò l'enciclica Annum Sacrum, con la quale consacrava l'umanità al Sacro Cuore di Gesù: in occasione del giubileo episcopale di Leone XIII, fu innalzato da don Guanella, nel 1892, il santuario del Sacro Cuore, annesso al complesso della Casa Divina Provvidenza.
Pio X fu il papa cui don Guanella fu più vicino. Si erano conosciuti a Castiglione delle Stiviere nel settembre del 1891, quando il futuro papa era ancora vescovo di Mantova. Numerose furono le udienze e anche le iniziative di don Guanella in accordo con il papa, come la "Casa San Pio X", realizzata nel 1904, destinata a ospitare l'Opera femminile nel Palazzo d'Arcadia a Roma. Così nel 1909 avviò la costruzione dell'attuale basilica di San Giuseppe al Trionfale, inaugurata il 19 marzo 1912, costituita come Basilica Primaria con Lettera apostolica del 12 aprile 1914 e affidata ai Servi della carità.
Con Benedetto XV gli incontri furono meno frequenti, l'ultima udienza gli fu concessa il 15 settembre 1915. In occasione del terremoto di Avezzano, nel gennaio del 1915, raccolse l'invito del papa e si prodigò, insieme a don Orione, nell'aiutare la popolazione. Quando il papa seppe della sua scomparsa, commentò: «È morto un santo».

## Il processo di canonizzazione ed il culto

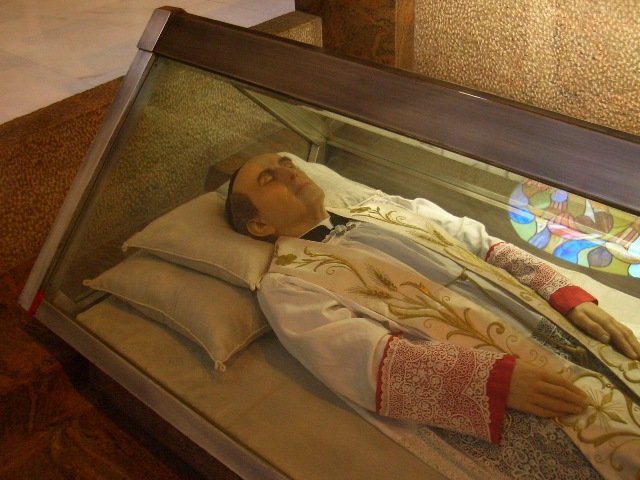
Il corpo di Luigi Guanella nel santuario del Sacro Cuore di Como

Fu dichiarato beato da papa Paolo VI il 25 ottobre 1964. Il 1º luglio 2010 papa Benedetto XVI promulgò il decreto di canonizzazione di don Luigi Guanella, riconoscendone un miracolo avvenuto nel 2002. Il 23 ottobre 2011 fu proclamato santo dallo stesso pontefice in Piazza San Pietro. La festa liturgica è il 24 ottobre.
Papa Giovanni Paolo II ha visitato più volte le opere fondate da don Luigi Guanella. Tra le sue visite pastorali c'è quella del 22 aprile 1979, alla "Casa San Pio X" sul Gianicolo, dove sono presenti le suore guanelliane dal 1907. Inoltre quella alla basilica di San Giuseppe al Trionfale (18 gennaio 1981) e quella alla grande "Casa San Giuseppe" di via Aurelia Antica (28 marzo 1982). Ultima visita, al santuario del Sacro Cuore di Como (4 maggio 1996).

### Il miracolo per la beatificazione
All'epoca erano necessari due miracoli per la beatificazione. Il 21 maggio 1963 la consulta medica, nominata dalla Congregazione per le cause dei santi, diede giudizio pienamente favorevole sulle guarigioni sottoposte alla sua attenzione, relative alla beatificazione del venerabile Luigi Guanella. Queste riguardavano Maria Uri e Teresa Pighin.
La prima era guarita da "Peritonite acuta diffusa ipertossica, con prognosi infausta quoad vitam, in presenza di terapia inefficiente". La guarigione era stata giudicata "istantanea, perfetta, duratura e inspiegabile naturalmente".
La seconda era guarita da "Paraparesi spastica di Pott, con gravissime atrofie muscolari, rigidità articolare e atteggiamenti viziati degli arti inferiori, in soggetto con esiti sclerotici di tubercolosi polmonari". La prognosi era stata "Estremamente riservata quoad valetudinem et quoad functionem". La guarigione era stata giudicata "Istantanea, perfetta, duratura, inspiegabile quoad modum".
Papa Paolo VI, il 15 luglio 1964, autorizzò la promulgazione del relativo decreto, ratificato il 10 settembre 1964, in forza del quale si poteva procedere alla beatificazione, avvenuta il 25 ottobre dello stesso anno.

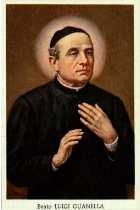
Un'immagine devozionale

### Il miracolo per la canonizzazione
Ai fini della canonizzazione la Chiesa cattolica ritiene necessario un secondo miracolo, dopo quello richiesto per la beatificazione: nel caso del beato Luigi Guanella ha ritenuto miracolosa la guarigione di William Glisson, appartenente all'arcidiocesi di Filadelfia.
Questi, la sera del 15 marzo 2002, era stato vittima di un grave incidente, mentre pattinava sulla Baltimore Pike di Springfield a forte velocità e senza casco. A causa di una caduta aveva riportato un forte trauma cranico occipitale. Al "Crozer Keystone Hospital", centro altamente specializzato, i medici gli avevano diagnosticato uno stato di coma profondo. Veniva sottoposto a due successivi interventi neurochirurgici, senza alcun miglioramento.
Il 19 marzo la dottoressa Noreen M. Yoder, amica di famiglia, consegnò alla madre di William due reliquie di don Guanella, una delle quali fu applicata al polso del figlio. Iniziò anche una serie di preghiere per ottenere l'intercessione del beato. Il 25 marzo iniziarono dei miglioramenti, il 9 aprile William venne dimesso dall'ospedale e iniziò un programma di rieducazione funzionale neuromotoria. Dopo due mesi il recupero fu completo, senza lasciare deficit cognitivi o neuropsichici. Otto mesi dopo l'incidente il giovane riprese a lavorare, nel 2008 si è sposato e attualmente conduce una vita perfettamente normale.
Dopo i giudizi favorevoli della Commissione medica (12 novembre 2009) e della Congregazione ordinaria dei cardinali e dei vescovi (20 aprile 2010), è seguita la canonizzazione il 23 ottobre 2011.

## Opere
- Le vie della Provvidenza, Memorie autobiografiche, Ed. Nuove Frontiere, Roma, 1988.
- Scritti per le Congregazioni, vol. IV, Ed. Nuove Frontiere, Roma, 1988, pp. 1482.
- Scritti per l'anno liturgico, vol. I, Ed. Nuove Frontiere, Roma, 1992, pp. 1400.
- Scritti storici e Agiografici, vol. II/1, Ed. Nuove Frontiere, Roma, 1995, pp. 1217.
- Scritti storici e Agiografici, vol. II/2, Ed. Nuove Frontiere, Roma, 1997, pp. 654.
- Scritti morali e catechistici, vol. III, Ed. Nuove Frontiere, Roma, 1999, pp. 1255.

## Filmografia
- Don Luigi Guanella - Santo della carità. Docu-fiction diretta da Sante Altizio.[24][25]

### Biografie
- L. Mazzucchi, La vita, lo spirito e le opere di don Luigi Guanella, Ed. Nuove Frontiere, Roma, 2004 (ristampa dall'originale del 1920).
- Alessandro Tamborini e Giuseppe Preatoni, Il Servo della Carità: Beato Luigi Guanella, Milano, Ancora, 1964, ISBN non esistente.
- Vasco Lucarelli, Don Guanella: un contemporaneo affascinante, Cinisello Balsamo, Paoline, 1991, ISBN non esistente.

### Studi
- A. Beria, Luigi Guanella Pagine spirituali e preghiere, Brescia, 1957.
- P. Pasquali, Guanella Luigi, in DIP, Edizioni Paoline 1977, vol. IV, pp. 1458–1461.
- AA.VV., I tempi e la vita di don Guanella, ricerche biografiche, Ed. Nuove Frontiere, Roma, 1990.
- M.L. Oliva, Luigi Guanella gli anni di Savogno 1867-1875, Ed. Nuove Frontiere, Roma 1991.
- M. Carrozzino, Don Guanella e Don Bosco, storia di un incontro e di un confronto, Ed. Nuove Frontiere, Roma, 1989.
- AA.VV., La spiritualità di don Luigi Guanella. Ricerche tematiche, a cura di A. Dieguez, Ed. Nuove Frontiere, Roma, 1992.
- P. Pellegrini, Don Guanella inedito, (a cura di O. Minetti A. Dieguez), Ed. Nuove Frontiere, Roma, 1993.